# Roger Drolet (CKVL)
Pour les articles homonymes, voir Drolet et Roger Drolet.
Roger Drolet (né le 7 octobre 1935 à Trois-Rivières - 14 avril 2011 à Montréal), était un animateur de radio et conférencier québécois de langue française.

## Carrière radiophonique
Il était le fils de Armand Drolet et de Antoinette Massé. Il débute en ondes à CHFA 680 Edmonton, radio francophone de l'Alberta, en 1955,.  Il travaille par la suite pour plusieurs petites stations régionales au Québec, dont CKRN 1400 Rouyn-Noranda, et CHLN 550 et CKTR 1150 (ensuite CJTR 1140) à Trois-Rivières.
Au milieu des années 1960, il entre dans le marché de Québec et anime, sur les ondes de CJLR 1060, une émission de type « Insolences d'un téléphone », qui obtient un tel succès qu'une série de compilations des meilleures insolences ont été publiées sous le nom « Moi j'ai du caractère ».
En 1968, il est embauché à CKVL (Verdun) par le propriétaire-fondateur, Jack Tietolman, impressionné par la dernière trouvaille de Drolet, intitulée « Moi j'ai pas dit ça », qui consiste à faire, pour fins d'humour, des montages de déclarations de personnages publics de manière à leur faire dire des choses qu'ils n'ont pas dites.  Drolet passe deux ans sur les ondes de CKVL 850 Montréal.
En 1970, Télémédia l'embauche et Drolet anime pour la première fois, sur les ondes de CKCH 970 Hull (maintenant Gatineau) une émission de tribune téléphonique, intitulée « Chacun son tour ».  Il donne également pour la première fois des conférences,.
En 1972, il retourne à CKVL et sera animateur à cette station pour une période de plus d'un quart de siècle.  Pendant vingt ans, il anime la nuit l'émission « Sommeil interdit » et, à partir de 1992, il anime le soir, jusqu'en 1998, l'émission « Le monde selon Roger Drolet ».  Au cours des années 1980, il y élabore sa théorie du « bag », selon laquelle les gens suivent trop souvent, malgré eux et à leur détriment, une forme de pensée unique.  En 1985, il développe sa théorie, fort controversée, dite des « deux dimensions », qui peut se résumer en disant que la femme n'apprécie le sexe que dans l'amour alors que l'homme n'a pas d'être en amour pour apprécier le sexe.
Il fait un retour en ondes en 2001 sur les ondes de CKAC 730 Montréal, passe à CJMS 1040 en 2003, retourne à CKAC en 2006 et termine sa carrière sur cette station en 2007,.
Le 14 avril 2011, Roger Drolet meurt à l'âge de 75 ans, à la suite de problèmes cardiaques, à l'hôpital du Sacré-Cœur de Montréal.

## Conférences
- Les attrapes du BAG.
- La force du BUNKER.
- L'art de la communication.
- Les principales clefs du succès.
- Les émotions et l'épuisement professionnel.

## Publications
Roger Drolet a publié trois livres :
- Propos sur la différence : les deux dimensions (2008)  (ISBN 978-2-89225-670-3)
- Les femmes aiment faire l'amour mais à leur façon (1987)  (ISBN 2893010423)
- Les femmes me disent… (1984)  (ISBN 2920129287)

Il a aussi publié au cours des années 1960 une série de compilations d'insolences téléphoniques intitulée « Moi j'ai du caractère », en format vinyle (RCA Victor) .